# السفارة السعودية في أبو ظبي
سفارة المملكة العربية السعودية في الإمارات العربية المتحدة، هي بعثة دبلوماسية سعودية تقع العاصمة أبو ظبي ويترأس البعثة سفير خادم الحرمين الشريفين سلطان بن عبد الله اللويحان العنقري. العنوان: منطقة السفارات.

## وصلات خارجية
- موقع سفارة المملكة العربية السعودية في الإمارات العربية المتحدة
- وزارة الخارجية السعودية (بالعربية)
- Ministry of Foreign Affairs of Kingdom of Saudi Arabia (بالإنجليزية)